# لوکا توماسیگ
لوکا توماسیگ (انگلیسی: Luca Tomasig؛ زادهٔ ۱۱ مارس ۱۹۸۳) بازیکن فوتبال اهل ایتالیا است.
از باشگاه‌هایی که در آن بازی کرده‌است می‌توان به باشگاه فوتبال کالیاری، باشگاه فوتبال پادوا، باشگاه فوتبال رجانا، باشگاه فوتبال آتالانتا، و باشگاه فوتبال نووارا اشاره کرد.